# Syllomatia pertinax
Syllomatia pertinax är en fjärilsart som beskrevs av Edward Meyrick 1910. Syllomatia pertinax ingår i släktet Syllomatia och familjen vecklare. Inga underarter finns listade i Catalogue of Life.